# 贾清
賈青（1986年11月2日—），出生于陕西省西安市，毕业于上海师范大学谢晋影视艺术学院，中國女演员、歌手。

## 生平
在2005年的“我型我秀”上，贾青成为当年的全国20强之一，开始为人所知。比赛结束了，她与另三个女孩组成了“JADE·玉”组合。但最终，她选择了演员的道路，而结束了歌手的生涯。
进入2010年，贾青主演的几部电视剧，如《八仙全传》、《战火中青春》、《多情女人痴情男》、《聊斋3》 等都在或即将在内地各大电视台播出，个人人气和知名度也有望进一步提升。

## 影视作品

### 电视剧
| 首播年份 | 剧名                 | 角色            | 备注                   |
| 2007年   | 《聊斋2》            | 方琳            | 單元《莲香》           |
| 2007年   | 《聊斋2》            | 宫女            | 單元《粉蝶》           |
| 2007年   | 《红蜘蛛３—水中花》  | 陈敏            |                        |
| 2008年   | 《义本同心》         | 童心            |                        |
| 2008年   | 《八仙全传》         | 艳彩            |                        |
| 2008年   | 《多情女人痴情男》   | 周青青          |                        |
| 2009年   | 《寻人启事》         | 卓遥遥          |                        |
| 2009年   | 《战火中青春》       | 童卉            |                        |
| 2010年   | 《圣堂风云》         | 雷茵茵          |                        |
| 2010年   | 《温柔的背叛》       | 庄采薇          |                        |
| 2010年   | 《聊斋3》            | 樊江城          | 單元《江城》           |
| 2011年   | 《三十而嫁》         | 余沫沫          | 原名《剩女的新婚生活》 |
| 2012年   | 《囧人的幸福生活》   | 易晓曦          |                        |
| 2012年   | 《游击兵工厂》       | 江红缨          |                        |
| 2012年   | 《神枪》             | 李杏花          |                        |
| 2013年   | 《隐婚日记》         | 燕茜            | 又名:嫁給愛情          |
| 2013年   | 《战地狮吼》         | 九岁红          |                        |
| 2013年   | 《无贼》             | 周术术          |                        |
| 2013年   | 《天龍八部》         | 阿朱/阿紫       |                        |
| 2014年   | 《金玉良缘》         | 楚楚            | 客串                   |
| 2014年   | 《东江英雄刘黑仔》   | 安娜            |                        |
| 2014年   | 《古剑奇谭》         | 仇芯蕊          | 客串                   |
| 2014年   | 《劫中劫》           | 孟美茹          |                        |
| 2014年   | 《鹿鼎记》           | 阿珂/陳圓圓     |                        |
| 2014年   | 《镖门》             | 路瑤婷          |                        |
| 2015年   | 《少年四大名捕》     | 姬瑶花/明幽仙子 |                        |
| 2015年   | 《妻子的谎言》       | 李夏曦          |                        |
| 2016年   | 《爱人的谎言》       | 童四季          |                        |
| 2016年   | 《武神赵子龙》       | 公孙宝月        |                        |
| 2016年   | 《怒江之战》         | 廖伊芳          |                        |
| 2016年   | 《卿本佳人》         | 商海棠(汪佩兰)  |                        |
| 2017年   | 《八方传奇》         | 槐花(刘战歌)    | 原名：杀八方           |
| 2017年   | 《傳奇大亨》         | 胡碧玉          |                        |
| 2017年   | 《维和步兵营》       | 海蓝            |                        |
| 2018年   | 《闺蜜的心事》       | 白茜            | 2014年拍攝，越南首播   |
| 2018年   | 《我们的千阙歌》     | 程凌云          |                        |
| 2020年   | 《石头开花》         | 童薇薇          | 單元《怒放的山花》     |
| 2020年   | 《了不起的儿科医生》 | 谷佳人          |                        |
| 2021年   | 《大英雄》           | 一丈红(齐彩凤)  |                        |
| 2023年   | 《恋人的谎言》       | 舒菲            | 2016年拍攝             |
| 2023年   | 《公诉》             | 張婉茹          | 2022年拍攝             |
| 2024年   | 《她和她的他们》     | 周云奇          | 網路剧                 |
| 2024年   | 《西夏死书》         | 梁媛            | 2017年拍攝             |
| 2025年   | 《护宝寻踪》         | 宋慧茹          |                        |
| 待播     | 《赤水河国酿》       | 钱梦蝶          | 2014年拍攝             |
| 待播     | 《心爱的》           | 林嘉琪          | 2017年拍攝             |
| 待播     | 《黑岛炼狱》         |                 | 網路剧                 |

### 电影
| 上映年份 | 电影名        | 角色          | 备注       |
| 2007年   | 《婚礼》      | 新娘          | 客串       |
| 2009年   | 《方队》      | 戴蓓蓓/戴蕾蕾 |            |
| 2011年   | 《鴻門宴》    | 罗刹女        |            |
| 2018年   | 《三国杀·幻》 | 王术          |            |
| 2020年   | 《月光恋》    | 阿姚          | 2011年拍攝 |
| 2022年   | 《平凡英雄》  | 罗冰          |            |

### 音乐
- 2005年《型男Show女唱片合辑》
- 2006年 成为“JADE·玉”组合成员，出版唱片 《JADE》(歌曲：《Finally》 《Give it up》《遇见爱》)
- 2006年 薛之谦《认真的雪》MV女主角 ，“JADE·玉”《Finally》MV
- 2008年 薛之谦《深深爱过你》MV女主角
- 2011年 出版個人EP《女神的面紗》(亦為MV女主角)
- 2012年 电视剧《神枪》插曲《别离后的别离》
- 2014年 电视剧《天龙八部》插曲《痴情冢》，电视剧《金玉良缘》插曲《金玉良缘》
- 2015年 电视剧《妻子的谎言》片尾曲《傻得可以》
- 2016年 电视剧《爱人的谎言》片尾曲《如果牵手》，电视剧《怒江之战》片尾曲、插曲《心愿》

### 综艺
- 2021年 乘风破浪的姐姐 (第二季)选手

## 所获荣誉
- 2005年 我型我秀“莱卡·酷”表现奖
- 2009年 “2009南方盛典·年度影视颁奖礼”影视突破奖提名
- 2010年 第十届CCTV6电影频道数字电影“百合奖”评委会特别奖
- 2010年 上海东方电影频道年度收视颁奖典礼“最受欢迎女演员”[1]
- 2011年 江苏卫视年度电视剧颁奖盛典年度最佳新人奖
- 2011年 乐视影视盛典“年度电影最期待新人奖”
- 2017年 第四届“中国电视好演员”绿组女演员提名

## 其它
| 代言和杂志 列表 - 2004年KFC肯德基早餐粥广告（与金莎合作） - 2005年12月号《瑞丽》伊人风尚 - 2005年第41期总第103期《双休日周刊TOUCH》 - 2005年11月《国际服装动态WFD》 - 2005年11月下《Easy》杂志一代》杂志封面 - 2005年9月C《上海电视周刊》杂志 - 2005年9月刊《娇点》杂志与刘德华模仿秀常柳平同台合作 - 2005年12月号《青春一族》 - 2005~2006 ITISF4服饰代言 - 2006年美宝莲平面广告 - 2006年“真爱女子瑜美人大赛”形象代言 - 2006年Levi's 2006春夏新装 - 2006年1月《消费者meimei》 - 2006年1月E《上海电视》 - 2006年1月号《科博》杂志 - 2006年1月号《青春一族》 - 2006年2月16日出版总第103期《双休日周刊TOUCH》小册 - 2006年3月上《Easy》杂志 - 2006年3月校园版《女友》封面 - 2010年上半月3《人之初》杂志 - 2010年2月25日《八周刊》杂志 - 2010年3月第一期《优家画报》杂志 - 2010年3月4日《汽车生活》杂志 - 2010年3月5日《EASY》杂志 - 2010年第347期《可乐生活》杂志 - 2010年5月下旬《知音》杂志 - 2010年5月版《打工族》杂志 - 2015年3月版《男人装》杂志 - 2016年12月版《伊周》杂志 - 2016年12月版《时尚COSMO》杂志 - 2017年12月版《小姿风尚》杂志 |

| 参与节目 列表 - 2009年11月 北京BTV-8台担任嘉宾主持节目《北京男孩》 - 2009年12月 山东齐鲁台担任嘉宾主持新节目《快活林》 - 2009年12月 广东卫视节目《乐拍乐高》中担任评委 3月27日 21:05 广东卫视 - 2009年12月 担任嘉宾参与录制节目《向尚看齐》 - 2010年1月 担任嘉宾参与录制节目《时尚重案组》 - 2010年1月 CCTV2担任评委参与录制节目《全家总动员》(播出时间：2月13日除夕夜，18点45分） - 2010年1月 担任嘉宾参与录制节目《城市慧生活》3月13日 23：05 吉林卫视 - 2010年3月7日 担任嘉宾参与录制东方卫视节目《华人大综艺》3月13日 21：15 东方卫视 - 2010年3月 北京录制访谈节目《影视风云榜》 3月15日 18:00 中国教育三台 - 2010年3月 客串记者录制节目《第一时尚》3月15日 20:30 旅游卫视 - 2010年3月28日 广东电视台录制节目《大家来相会》 - 4月11日 22:05 广东卫视，参加《战火中青春》新闻发布会 - 6月24日下午6点半，北京，《谁是主角》节目现场录制 |

| 演出相关 列表 - 中国风尚大典 - 2006华人群星新春大联欢 - 东方卫视二周年台庆 - 上海电视节开幕式 - 上海旅游节开幕式 - 德国DOME音乐节 - 柏林IFA“国际广播展览会”闭幕式 - 2006天地英雄校园群英会颁奖典礼 - 2009南方盛典颁奖典礼 |